# みならいディーバ
『みならいディーバ（※生アニメ）』（みならいディーバ かっこなまアニメ）は、NOTTV他で、2014年7月14日から9月22日まで生放送されたアニメーション番組。

## 概要
NOTTVのトークバラエティ番組『吉田尚記がアニメで企んでる』より誕生した生放送アニメーション番組。フルCGのキャラクターの声を担当する声優がモーションキャプチャのセンサーを身につけ、動きまで演じながら進行する。Twitterを用いて視聴者から歌詞のアイデアを募り、操演中の演者と共にリアルタイムでエンディングの曲を作り、番組の最後は演者が生放送で歌唱するという試みを行った。
2014年3月23日にAnimeJapan 2014のNOTTV『吉田尚記がアニメで企んでる』ステージで詳細発表とデモンストレーションが行われた。また7月7日のゲネプロとなる制作記者会見でもアニメキャラを交えての記者会見が行われた。制作総指揮のニッポン放送・吉田尚記アナウンサーは「『アニメを見たい』という気持ちは、『見たことがないものを見たい』って気持ちだと思います。この世のまだ存在したことのない生放送アニメをお届けします」と抱負を述べた。
前半が「さえずりパート」、後半が「はばたきパート」の2部構成で、NOTTVでは全編配信、ニコニコ生放送では前編のみ同時配信。またNOTTVのみ2ch目（NOTTV2）でスタジオ舞台裏を撮影した実写映像「水面下パート」を同時放送。第4月曜日のみニコニコ生放送と地上波のTOKYO MX2でも全編を配信した。第5話からは事前に課題曲を配信。
生放送ゆえ、1話から放送中にモーションキャプチャーが止まるなどシステム障害が頻発した。パブリックビューイングで生中継（第5話）、本番中に2ちゃんねる（厳密には別の掲示板であるおーぷん2ちゃんねる）にスレッドを立てる（第6話）、本番中にBlu-ray&DVD用のCMを撮影する（第8話）など、生放送ならではの企画を打ち出していた。2014年9月22日の最終回は科学技術館サイエンスホールにて有観客でのライブステージ生放送を実施。さらに同年12月21日には六本木ブルーシアターにて2ndライブ『みならいディーバ（※クリスマス生ライブ）』が開催された。
後に『けものフレンズ』などを手掛けるプロデューサーの福原慶匡は本作について、「早すぎた作品」「今VTuberの流れの1つになっていっている」と、Vtuberの先駆けであったとの認識を2018年のインタビューで語っている。

## ライブ・イベント
2014年8月11日に駒沢ストロベリーフィールズでスタッフトークショー『スタッフを崇め奉るセリヌンティウスの会』を開催。
最終回の9月22日にはサイエンスホールで『みならいディーバ（※生ライブ）』が公開生放送された。モーションで使われた2人の浮き輪はライブ中に観客に投げ渡されている。
2014年11月11日にニコニコ生放送で『2ndライブ開催記念＠みならいディーバ（※生告知）」〜“準備”をはじめたディーバたち〜』を配信。出演は村川梨衣、山本希望、石ダテコー太郎、井上純一、Hajime。来場者は約2万人（放送内告知）。第4話と第7話のごぼうちゃんコーナーも再び行われた。
2014年12月21日に六本木ブルーシアターで2ndライブ『みならいディーバ（※クリスマス生ライブ）』が開催された。Blu-ray&DVD『ささみ』付属のチケット先行購入申込み券より期限内に応募が可能であったほか、一般販売もされた。この日もモーションで使われた2人の浮き輪はライブ中に観客に投げ渡されたほか、サイン入りカラーボールも投げ込まれている。
2015年3月8日開催の声優アーティストによるライブ『P's Live! 02 〜LOVE&P's〜』では、村川梨衣、山本希望がアニメーションサイド・みならいディーバ枠で出演。
2016年6月30日のNOTTV全放送終了直前の各番組を振り返る場面で最終回ラストのシーンが使用された。

## ストーリー
何も知らされずNOTTVの生放送に呼ばれた“テレビ初出演新人（初回放送時）”の蒼井ルリと春音ウイ。“twitterで募集した歌詞で生放送で歌って欲しい”と頼まれ、困惑する蒼井ルリと春音ウイ。果たして、蒼井ルリと春音ウイの2人は、生放送のライブステージで無事歌い切ることができるのか…?

## 登場キャラクター
蒼井ルリ
声 - 村川梨衣
みならいディーバのユニットを組んでいるバーチャルディーバ。
明るくプラス思考だがノリツッコミが下手で、会話の節々に「えー、えー」が入るなど発言がかなり適当で、小芝居を始めると無駄に長くなる（これが高じてノリツッコミコーナーまでできる）。年齢は自称「10万5千歳」。動きが煩めで、スワロンにはたびたび暴力的なツッコミをし、ごぼうちゃんに対してもやや暴力的。たまに変な呪文を唱えてみることがある。キャッチフレーズは「がんばルーリー」。第6話からタライが落ちたり「おら!! おら!!」「ごごごごごご……」「ルリ、ルリ」のエフェクトが出るようになる。第7話では初のMCを担当する。
1話では全身が動かなくなる「はりつけディーバ」になり、3話では右腕が動かなくなる「骨折ディーバ」に、第8話で全身が動かなくなる屍状態、などのシステム障害によくあう。第5話の生中継では人間（ファン）からダメ出しされ落ち込む。2ndライブの「ジングルベル」の時もスクリーンのルリが磔になっていた。
イメージカラーは青。
春音ウイ
声 - 山本希望
みならいディーバのユニットを組んでいるバーチャルディーバ。
ルリを引っ張るお姉さん的存在で、基本的にクールに振舞う毒舌家。年齢は自称永遠の12歳になりたい（気持ちは28歳くらい）。お金と結婚したいというほど金銭ネタに煩く、ハワイに家を建てるのが夢。ゴリラ好き（?）で、小籠包が大好き。うなじが可愛いらしい。挨拶は「今日も元気にウイウイウイ♪」。踊るときはノリノリで踊る。第6話から「うい、うい」のエフェクトが出るようになる。
3話で音声調整にトラブルがあった。第5話の生中継では中継先で音声が聞こえてなかったのを知らず、掛け声をかけようとするもハズしてしまう。
イメージカラーは赤。
ごぼうちゃん
声 - 吉田尚記（ニッポン放送アナウンサー）※制作総指揮兼任
後半の「はばたきパート」のみ出現するマイクロフォン型音楽番組の司会者。NOTTVで毎回冠番組を持つが、毎回打ち切りになり新番組が始まる。7話以降はMCからアシスタントに降格、第9話で爆散した。生ライブでは冒頭で包帯姿で登場している。
キャラクター名「ごぼうちゃん」は、ももいろクローバーZの某メンバーが名づけた吉田尚記の異名が基。
スワロン
声 - 黒田崇矢（第9話）
マスコットキャラ。主に音声合成ソフトの操作を担当。第5話のラストで謎の黒い笑みを浮かべている。
実は着ぐるみで中に人が入っており、シェリーと肉体関係があり「燕社長」の名前で連絡を取っていた。
第0話のみNOTTVマスコット「notty」になっていた。
葉山シェリー
声 - 悠木碧（友情出演）
ルリやウイの憧れの売れっ子バーチャルディーバ。しかし歌に夢を見出せなくなっていたが、みならいディーバのライブをみてまたやる気を見せた。
アクセル
声 - 吉田尚記
第0話のみ登場。シェリーにインタビューしていたディーバステーションの司会。
みならいばー/セリヌンティウス
人間界の投稿者/視聴者たちファンの通称。表記はみなライバー、みならいバー等で、AnimeJapan2014のトークからセリヌンティウスとも呼ばれ番組中でもどちらの名称も使われた。そして最終話クレジットでは「みならいばー/セリヌンティウス」とされ、2ndライブ前のニコニコ生放送の投票でようやく「みならいばー」で統一することにした。

## スタッフ
- 監督・原案 - 石ダテコー太郎
- 構成・脚本 - 石ダテコー太郎、山口正武、平間邦修
- 制作総指揮 - 吉田尚記
- キャラクターデザイン - 足立慎吾
- 企画プロデューサー - 副島義貴、片山剛、大日向洋、鈴木克理[11]
- リアルタイムCGプロデューサー - 永松正[11]
- 制作プロデューサー - 福原慶匡、鶴岡祐将
- 音楽 - 井上純一、Hajime（from LiLi）
- 音響プロデューサー - 中野徹
- MMDアニメーション監督 - cort
- 生放送ディレクター - 藤井伸
- フロアディレクター - 札幌のジャックナイフ
- アニメーション制作 - ヤオヨロズ[1]
- 製作 - （※ネタバレ注意）最終回は生でライブやるかも委員会（NOTTV、ディー・バイ・エル・クリエイション、ポニーキャニオン）

## 主題歌
全作詞・歌 - みならいディーバ / 作曲 - Ghost Writer。作曲者（Ghost Writer）は、蒼井ルリや春音ウイに生鼻歌を歌わせている音楽担当。
オープニングテーマ「Run Diva Run」
歌詞は『Anime Japan 2014』で公開されたアニメ、#0「プロトタイプ」内で作詞された。
2014年9月11日にがDAMほかでカラオケ配信。2014年9月17日にCD発売。
エンディングテーマ
「（※編集時未定）」（第1話 - 第9話）
曲名は#各話リスト参照。放送中に歌詞を募集した即興曲のため、エンドテロップでは「（※編集時未定）」となっている。ニコニコ動画版ではさえずりパートの後にインストゥルメンタルにエンドテロップが入る。
「Encore」（第10話）
作詞・歌 - みならいディーバ / 作曲 - Ghost Writer
「Run Diva Run」のカップリング曲で番組では最終回生ライブのエンディングを飾った。

### 生ライブ使用曲
Aパート
- ぽんこつプリンセス（2番まで）
- ゴマ団子三姉妹（2番まで）
- ホッタイモイジルナYo!
- 良い報告ができなくて…
- 筋肉に願いを
- 土用のウェディング

Bパート
- 真面目に作ったはずの歌詞がただのラノベなんだが（2番まで）
- 放課後怪盗ディーバ（2番まで）
- 現実逃避ラプソディー
- Run Diva Run
- Encore（アンコール曲）

## 各話リスト
| 話数   | サブタイトル                                       | はばたきパートコーナー | ED曲タイトル                                   |
| ------ | -------------------------------------------------- | --- | ---------------------------------------------- |
| 第1話  | みんな集まって 生放送ですよ生放送!                 | ごぼうちゃんの 裏番組を見ながら話そう♪                                                                                       | ぽんこつプリンセス                             |
| 第2話  | 宇宙No.1ディーバ                                   | ごぼうちゃんの すごく難しいジェスチャークイズ                                                                                | ゴマ団子三姉妹                                 |
| 第3話  | ディーバ裁判                                       | ごぼうちゃんののりきれ!緊急事態 喜ばしくない状況をどうにかしよう                                                             | ホッタイモイジルナYo!                          |
| 第4話  | サマーディーバストーリー                           | ごぼうちゃんの萌えで世界を救え! 本気でそれどころじゃない人をキュンキュンさせよう♪                                            | 良い報告ができなくて…                          |
| 第5話  | イツワリノディーバ                                 | 緊急特番!ごぼうちゃんの もっともっとたくさんの人に褒めてもらいたいから 視聴者に「うすうす思っていること」をぶつけてもらおう♪ | 筋肉に願いを                                   |
| 第6話  | あぶない!?ディーバの秘密!                          | ごぼうちゃんのより多くの人間のことを知る為に 巨大掲示板のニュー速VIPにスレッドを立ててみよう♪                                | 土用のウェディング                             |
| 第7話  | ずっと前から仕組まれてた、 そんな歌姫って、信じる? | "ルーリーの" ルーリーに気持ちよくノリツッコミさせルーリー♪                                                                   | 真面目に作ったはずの歌詞がただのラノベなんだが |
| 第8話  | 愛に羽ばたく歌姫（ディーバ）                       | "ウイちゃんの" ウイ監督を崇め奉って素敵なコマーシャルを撮影しちゃおう♪                                                       | 放課後怪盗ディーバ                             |
| 第9話  | きらりん!ディーバ革命                              | みならいディーバの 今までの色々な経験を生かして不測の事態に備えよう♪                                                         | 現実逃避ラプソディー                           |
| 最終回 | 2人の力でやってみた。                              | - | -                                              |

未放送エピソード
YouTubeおよびニコニコ動画で配信。
- みならいディーバができるまで。（AnimeJapan2014ステージ発表）
- みならいディーバ（Minarai diva）@AnimeJapan2014（NOTTV『吉田尚記がアニメで企んでる』ステージ）
- みならいディーバ（※生アニメ）制作記者会見【7月7日（月）ゲネプロ】
- みならいディーバ9.22ライブ決定緊急記者会見（MATCHA編）
- みならいディーバ9.22ライブ決定緊急記者会見（KAI-YOU編）
- みならいディーバ9.22ライブ決定緊急記者会見（GIGAZINE編）
- みならいディーバ9.22ライブ決定緊急記者会見（ニュータイプ編）
- みならいディーバ9.22ライブ決定緊急記者会見（アニメイトTV編）
- 10月1日みならいディーバ（※生アニメ） 〜カシラ〜 BD&DVD発売 特典内容のご紹介（スタッフインカム罵声コメンタリー）
- 「2ndキセキ起こしましょう!篇」みならいディーバ（※クリスマス生ライブ）
- 「2ndライブやるしかねぇーじゃねぇーか篇」みならいディーバ（※クリスマス生ライブ）

ニコニコ生放送
- 「みならいディーバ（※生告知）」〜“準備”をはじめたディーバたち〜

2014年11月11日22時より放送。出演は村川梨衣、山本希望、石ダテコー太郎、井上純一、Hajime（from LiLi）。

## 放送局
| 放送地域 | 放送局             | 放送期間                | 放送日時                    | 放送系列   | 放送内容          | 放送内容                 |
| 放送地域 | 放送局             | 放送期間                | 放送日時                    | 放送系列   | 通常              | 初回・第4月曜            |
| -------- | ------------------ | ----------------------- | --------------------------- | ---------- | ----------------- | ------------------------ |
| 日本全域 | NOTTV              | 2014年7月14日 - 9月22日 | 月曜 21:00 - 21:50          | モバキャス | さえずり+はばたき | さえずり+はばたき 水面下 |
| 全世界   | ニコニコ生放送     | 2014年7月14日 - 9月22日 | 月曜 21:00 - 21:30          | ネット配信 | さえずり          |                          |
| 全世界   | ニコニコ生放送     | 2014年7月14日 - 9月22日 | 初回・第4月曜 21:00 - 21:50 | ネット配信 |                   | さえずり+はばたき        |
| 日本全域 | ニコニコチャンネル | 2014年7月15日 - 9月23日 | 生放送終了後数時間以内      | ネット配信 | さえずり+はばたき | さえずり+はばたき        |
| 東京都   | TOKYO MX2（092）   | 2014年7月28日 - 9月22日 | 第4月曜 21:00 - 21:50       | 独立局     |                   | さえずり+はばたき        |

## BD / DVD
ライトユーザーが手を出しやすくなるように1、2…巻のナンバリングを排し、作品の『鳥』縛りと『生』放送、パッケージ『調理済み』の意味合いから、焼き鳥の頭から尻までの部位を順番にサブタイトルとしている。
| 巻                                        | 発売日        | 収録話         | 規格品番   | 規格品番   | 規格品番 |
| 巻                                        | 発売日        | 収録話         | BD         | DVD        |          |
| ----------------------------------------- | ------------- | -------------- | ---------- | ---------- | -------- |
| みならいディーバ（※生アニメ）〜カシラ〜   | 2014年10月1日 | 第1話 - 第2話  | PCXP-50251 | PCBP-12231 |          |
| みならいディーバ（※生アニメ）〜ささみ〜   | 2014年11月5日 | 第3話 - 第4話  | PCXP-50252 | PCBP-12232 |          |
| みならいディーバ（※生アニメ）〜手羽先〜   | 2014年12月3日 | 第5話 - 第6話  | PCXP-50253 | PCBP-12233 |          |
| みならいディーバ（※生アニメ）〜砂肝〜     | 2015年1月7日  | 第7話 - 第8話  | PCXP-50254 | PCBP-12234 |          |
| みならいディーバ（※生アニメ）〜ぼんじり〜 | 2015年2月4日  | 第9話 - 第10話 | PCXP-50255 | PCBP-12235 |          |

## クリスマス生ライブ
『みならいディーバ（※クリスマス生ライブ）』は、2014年12月21日に開催された最終回生ライブに続く2ndライブ。ライブ開催前に来場者から歌詞候補を集めライブ内で公開作詞が行われた。ライブ来場者にはお土産USBも製作された。
2ndライブ使用曲
- ぽんこつプリンセス
- 放課後怪盗ディーバ
- いい報告ができなくて
- 現実逃避ラプソディー
- 真面目に作ったはずの歌詞がただのラノベなんだが
- 裏ワザ 窓拭きおじさん（第0話（ゲネプロ）ディレクターズカット版）
- みならいディーバのジングルベル（生ライブ作詞曲）[16]
- 筋肉に願いを
- ホッタイモイジルナYo!
- 土用のウェディング
- ゴマ団子三姉妹
- Encore（アンコール曲）
- Run Diva Run（アンコール曲）

## アプリ
放送から約2年後の2016年4月にAndroidアプリ『みならいディーバと踊ろう』を配信。スマホの映像とウイ&ルリの歌っている姿を合成できるカメラアプリ。

## 関連書籍
足立慎吾アートワークス
ANIPLEXより2019年7月5日発売。本作のデザインも含めた足立慎吾のイラスト集。